# Сіл-Кі
Сіл-Кі (англ. Seal Cay) — рівнинний острів в складі Багамських островів. В адміністративному відношенні відноситься до району Гранд-Кі.
Острів розташований на півночі архіпелагу Абако за 3,3 км на схід від острова Волкерс-Кі. Є крайнім східним на найвищим (висота 3 м) островом групи. Має видовжену форму протяжністю 700 м, шириною 85 м.

## Туризм
Як і Волкерс-Кі відомий своїм прибережним мілководдям. Тут мешкає багато риб, особливо акул, яких можна годувати з рук. Окрім цього тут розвинений дайвінг. 2002 року бар'єрний риф з навколишніми водами на північ від острова були оголошені національним парком.